# Нижняя Франкония
Ни́жняя Франко́ния (нем. Unterfranken, бав. Untafrankn) — один из семи административных округов (нем. Regierungsbezirk) земли Баварии в Германии.
Расположен в северо-западной части Баварии.
Относится к исторической области — Франконии.
Первоначально, округ был образован в 1817 году под именем Унтермайнкрайс (Untermainkreis) а в 1837 году был переименован в Нижняя Франкония и Ашаффенбург (Unterfranken und Aschaffenburg). В 1933 году уроженец этих мест нацист Отто Хелльмут (de:Otto Hellmuth) отстаивал идею о переименовании округа в Майнфранкен, однако после 1945 года именование Нижняя Франкония было возвращено.
Нижняя Франкония расположена в северо-западной части Франконии и состоит из трёх свободных городов (Kreisfreie Städte) и девяти сельских районов (Landkreise).
Нижняя Франкония также является основным регионом Франконии, производящим вино.
По данным на 31 декабря 2015 года:
- территория — 853 140,1 га;[3]
- население  — 1 306 048 чел.;[4]
- плотность населения — 153,09 чел./км2;
- землеобеспеченность с учётом внутренних вод — 6532,23 м2/чел.

## Население

### Динамика численности населения
По оценке на 31 декабря 2015 года население правительственного округа Нижняя Франкония составляет 1 306 048 чел. 

| Дата      | 1840   | 1871   | 1900   | 1925   | 1939   | 1950    | 1961    | 1970    | 1987    | 2011    |
| --------- | ------ | ------ | ------ | ------ | ------ | ------- | ------- | ------- | ------- | ------- |
| Население | 555778 | 592594 | 657077 | 766246 | 844732 | 1038930 | 1089983 | 1181309 | 1202711 | 1300647 |

| Год       | 1960    | 1970    | 1980    | 1990    | 2000    | 2009    | 2010    | 2011    | 2012    | 2013    | 2014    | 2015    |
| --------- | ------- | ------- | ------- | ------- | ------- | ------- | ------- | ------- | ------- | ------- | ------- | ------- |
| Население | 1085007 | 1185217 | 1195236 | 1258997 | 1335991 | 1321957 | 1318076 | 1299076 | 1297727 | 1297992 | 1298849 | 1306048 |

### Численность населения районов и внерайонных городов
| Нижняя Франкония         | Нижняя Франкония | Нижняя Франкония         | Нижняя Франкония | Нижняя Франкония |
| Административные единицы | Название         | Численность (31.12.2006) | Площадь (км²)    | Кол-во общин     |
| ------------------------ | ---------------- | ------------------------ | ---------------- | ---------------- |
| Внерайонные города       |                  |                          |                  |                  |
| Ашаффенбург              | 68 664           | 62                       | 1                |                  |
| Вюрцбург                 | 134 913          | 88                       | 1                |                  |
| Швайнфурт                | 53 970           | 36                       | 1                |                  |
| Районы                   |                  |                          |                  |                  |
| Ашаффенбург              | 174 543          | 699                      | 32               |                  |
| Бад-Киссинген            | 107 267          | 1137                     | 26               |                  |
| Вюрцбург                 | 160 222          | 968                      | 52               |                  |
| Китцинген                | 89 378           | 684                      | 31               |                  |
| Майн-Шпессарт            | 130 678          | 1322                     | 40               |                  |
| Мильтенберг              | 130 692          | 716                      | 32               |                  |
| Рён-Грабфельд            | 85 313           | 1022                     | 37               |                  |
| Хасберге                 | 87 063           | 956                      | 26               |                  |
| Швайнфурт                | 115 173          | 842                      | 29               |                  |
| Правительственный округ  |                  |                          |                  |                  |
| Нижняя Франкония         | 1 337 876        | 8531                     | 308              |                  |

## История сельских районов
До муниципальной реформы («Kreisreform») в июне 1972 года в Нижней Франконии было 22 сельских района.
После этого 16 из них были присоединены к шести существующим (Ашаффенбург, Бад-Киссинген, Китцинген, Мильтенберг, Швайнфурт, Вюрцбург) или стали частью одного из трех новых районов (Хасберге, Майн-Шпессарт, Рён-Грабфельд).

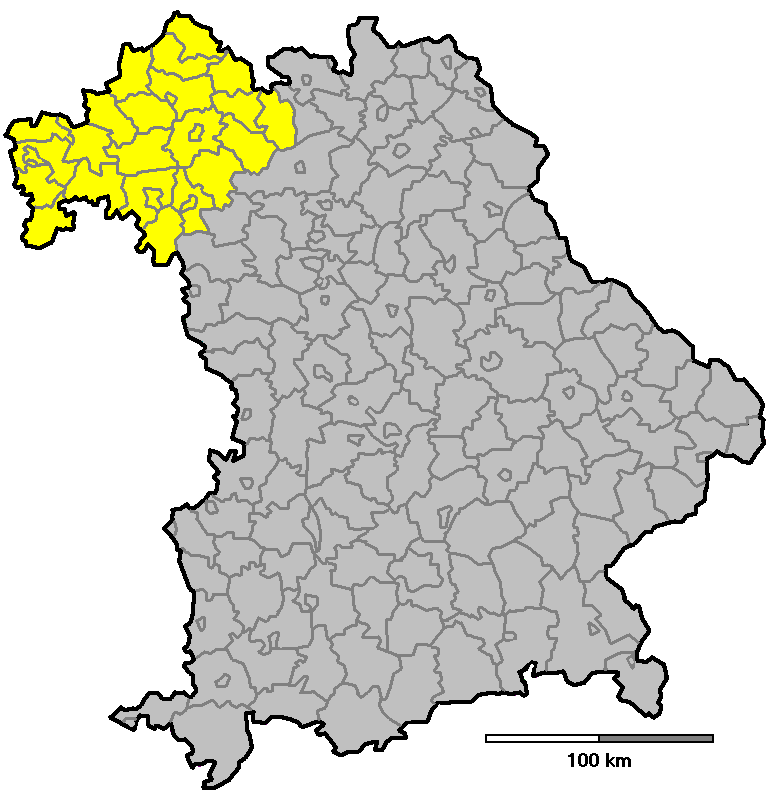
Деление Нижней Франконии в 1970 году.

| Район до реформы         | Район(ы) в наст. время                   |
| ------------------------ | ---------------------------------------- |
| Альценау                 | Ашаффенбург                              |
| Бад-Брюккенау            | Бад-Киссинген                            |
| Бад-Нойштадт-ан-дер-Зале | Рён-Грабфельд                            |
| Эберн                    | Хасберге                                 |
| Гемюнден-ам-Майн         | Майн-Шпессарт                            |
| Герольцхофен             | Швайнфурт, Китцинген, Хасберге, Вюрцбург |
| Хаммельбург              | Бад-Киссинген                            |
| Хасфурт                  | Хасберге                                 |
| Хофхайм                  | Хасберге                                 |
| Карлштадт                | Майн-Шпессарт                            |
| Кёнигсхофен              | Рён-Грабфельд                            |
| Лор-ам-Майн              | Майн-Шпессарт                            |
| Марктхайденфельд         | Майн-Шпессарт, Мильтенберг, Вюрцбург     |
| Мелльрихштадт            | Рён-Грабфельд                            |
| Обернбург                | Мильтенберг                              |
| Оксенфурт                | Вюрцбург                                 |

## Знаменитые уроженцы и жители
- Флориан Гайер
- Тильман Рименшнейдер
- Бальтазар Иоганн Нейман
- Фридрих Рюккерт
- Вильгельм Конрад Рёнтген
- Леонхард Франк
- Карл Дим
- Дирк Новицки
- Карл Штумпф
- Франц Леппих

## Образовательные учреждения
Университеты и Отраслевые Вузы («Fachhochschule»)
- Julius Maximilians Universitat
- Fachhochschule Aschaffenburg
- Fachhochschule Würzburg-Schweinfurt

Центры начальной подготовки:
- Zentec, Großwallstadt
- RSG Rhön-Saale Gründerzentrum, Bad Kissingen
- GRIBS Gründer- und Innovationszentrum, Schweinfurt
- Chancencenter Maintal, Schweinfurt
- TGZ Technologie- und Gründerzentrum, Würzburg
- ZmK Zentrum für moderne Kommunikationstechnologien, Würzburg